# Destrukcja (film)
Destrukcja (ang. Demolition) – amerykański film dramatyczny z 2015 roku w reżyserii Jean-Marca Valléego’ego, z Jakem Gyllenhaalem w roli głównej, o mężczyźnie przeżywającym śmierć swojej młodej żony.
Film miał swoją premierę 10 września 2015 podczas Międzynarodowego Festiwalu Filmowego w Toronto. Na ekrany kin w szerokiej dystrybucji w Stanach Zjednoczonych wszedł 8 kwietnia 2016 roku, w Polsce 2 września 2016.

## Fabuła
Młode amerykańskie małżeństwo jedzie samochodem przez miasto. W samochód uderza z dużą siłą inny, nadjeżdżający z prawej strony. W wypadku ginie kobieta. Mąż zbytnio nie przeżywa śmierci żony, szybko wraca do pracy w banku, gdzie szefem jest jego teść. By uczcić ofiarę, założony zostaje fundusz wspierający młodych studentów. Wdowiec musi zdecydować się na rezygnację ze swojej części polisy żony, by fundusz w ogóle mógł zaistnieć.

## Obsada
W filmie wystąpili m.in.:
- Jake Gyllenhaal jako Davis Mitchell
- Naomi Watts jako Karen Moreno
- Chris Cooper jako Phil Eastwood
- Judah Lewis jako Chris Moreno
- C.J. Wilson jako Carl
- Polly Draper jako Margot Eastwood
- Malachy Cleary jako ojciec Davisa
- Debra Monk jako matka Davisa
- Heather Lind jako Julia
- Alfredo Narciso jako Michael